# پایان تور
پایان تور (به انگلیسی: The End of the Tour) فیلمی محصول سال ۲۰۱۵ و به کارگردانی جیمز پانسولت است. در این فیلم بازیگرانی همچون جیسون سیگل، جسی آیزنبرگ، ران لیوینگستون، آنا کلامسکی، جون کیوسک، میمی گامر و بکی آن بیکر ایفای نقش کرده‌اند.